# ساوت‌باکس
ساوت‌باکس (به انگلیسی: South Bucks) یک منطقهٔ مسکونی در بریتانیا است که در Buckinghamshire واقع شده‌است.